# 1998 na Alemanha
Esta é uma cronologia dos fatos acontecimentos de ano 1998 na Alemanha.

## Eventos
- 1 de março: As eleições estaduais são realizadas no estado da Baixa Saxônia.
- 20 de abril: O grupo guerrilheiro alemão Fração do Exército Vermelho anuncia sua dissolução.[1]
- 3 de junho: Um trem de alta velocidade bate em uma ponte rodoviária em Eschede, no estado da Baixa Saxônia, deixando 101 mortes e 88 feridas. O acidente é conhecido como o pior acidente ferroviário da Alemanha.[2]
- 13 de setembro: As eleições estaduais são realizadas no estado da Baviera.
- 27 de setembro: As eleições federais são realizadas para eleger os membros do Bundestag da Alemanha.[3]